# Centrodora acridiphagus
Centrodora acridiphagus är en stekelart som först beskrevs av Otten 1941.  Centrodora acridiphagus ingår i släktet Centrodora och familjen växtlussteklar. Inga underarter finns listade.